# Pokémon Trading Card Game
Pokémon Trading Card Game (Pokémon TCG) – kolekcjonerska gra karciana na podstawie gier z serii Pokémon, wprowadzona po raz pierwszy w Japonii w październiku 1996, a następnie w Ameryce Północnej w grudniu 1998. Była pierwotnie wydawana przez Wizards of the Coast, firmę produkującą Magic: the Gathering.
W Polsce, anglojęzyczne karty pojawiły się w 1999 roku za sprawą przedsiębiorstwa ISA, parę miesięcy przed polską premierą gier i serialu. Karty w polskiej wersji językowej wprowadziła po raz pierwszy firma TmToys w 2010 roku; była to seria Diament i Perła (ang. Diamond and Pearl).
Od 18 listopada 2022 roku grywalna jest seria Scarlet & Violet, która pojawiła się w świecie Pokemon TCG wraz z premierą gry o tym samym tytule: "Pokemon Scarlet & Violet", na popularną konsolę Nintendo Switch.